# Royaume du Cayor
 (novembre 2018).
Si vous disposez d'ouvrages ou d'articles de référence ou si vous connaissez des sites web de qualité traitant du thème abordé ici, merci de compléter l'article en donnant les références utiles à sa vérifiabilité et en les liant à la section « Notes et références ».
1549–1886
Entités précédentes :
- Grand Djolof

Entités suivantes :
- Colonie du Sénégal

Le Royaume du Cayor ou Kadior (en wolof Kajoor) est un ancien royaume (1566-1886) d'Afrique occidentale, actuellement partie du Sénégal situé entre les fleuves Sénégal et Saloum. Les habitants du Cayor sont appelés Adjor ou Adior.

## Toponymie
Le nom Cayor viendrait des mots wolofs kadd et de dior, désignant respectivement un arbre puis un type de sol très propre à cette région du Sénégal. Le mot "dior" a donné les mots "adior", "Madior", etc. Paul Gaffarel disait (prendre ces propos avec beaucoup de recul car ils s'intègrent dans une démarche visant à légitimer l'impérialisme français et la destruction de la culture et des institutions d'un pays)[réf. nécessaire] de ce pays qu'il était "fort étrange". Selon lui : "On dirait une principauté féodale de l'Europe au moyen âge. Gouverné par un souverain absolu, mais dont l'avènement au trône est souvent marqué de sanglantes révolutions ; opprimé par une aristocratie remuante, les tiédos, ennemis de tout travail autre que la guerre ; habité par des populations féroces et fanatisées, le Cayor, par sa position géographique entre nos deux métropoles sénégalaises pouvait devenir un voisin dangereux. C'était en outre un pays inconnu. Il n'est arrosé que par des lacs et des marais, et couvert de forêts que l'exubérante végétation des tropiques rend à peu près impénétrables. Aussi, à travers ces fourrés épais où manquaient l'eau et les vivres, dans ce labyrinthe inextricable où il était si facile de tendre des embuscades, la lutte, si on l'engageait, pouvait se prolonger indéfiniment." (Description du Kadior par les Français colonisateurs)[réf. nécessaire]
Beaucoup de recherches attribuent l'origine du nom Cayor au mot Kadior ; cette expression composée des mots Kadd (arbre de la région entre le fleuve Sénégal et le Saloum) et Dior (qui est le nom du sable, rouge spécifique de cette région). D'ailleurs, la terre en wolof ancien est appelée Dior et la « main droite » est appelée « loxo ndeye dior » qui veut dire « la main qui nourrit, telle que notre mère la terre » ; les Wolofs mangent avec la main droite et la terre, dans une société agricole, symbolise la mère, et la source de toutes richesses. Les habitants sont ainsi appelés Adiors-Adiors et les familles régnantes adoptent le qualificatif Maadior qui signifie « celui qui est au-dessus du Kadior ».

## Histoire
Le Kadior était un royaume vassal de l'empire du Djolof qui prit son indépendance en 1549. D'après les recherches historique , ce sont les impôts élevés et le sentiment d'humiliation (en effet, le Kadior devait fournir du sable au souverain du Djolof, ce qui a augmenté le sentiment de colère de l'aristocratie du Cayor). Mais la principale cause serait l'offense personnelle, que le bourba Lélé Fouli Fak Ndiaye, avait infligée au Lamane Amary Ngoné Sobel Fall, ce qui aboutit à la grande bataille de Danki (en), grâce à laquelle il put prendre son indépendance. À la suite de cela, le souverain du Kadior est appelé « Damel » (celui qui brise [le lien de vassalité avec le Djolof]). Des voyageurs européens et arabes relatèrent même cette indépendance. Le Vénitien Alvise Ca'Da Mosto en rapporte les faits lors de son voyage sur les côtes du Sénégal à la fin du XVIe siècle. Le Kadior, après son indépendance est petit à petit devenu l'un des royaumes les plus puissants du Sénégal, devenant plus prospère économiquement que le Djolof.
Le Kadior a souvent, après son indépendance, vassalisé son voisin du sud le Baol. Plus d'une dizaine de fois l'on pouvait voir des damel-teigne (« Teigne » était le titre du souverain du Baol). Le Kadior a été l'un des royaumes qui a le plus guerroyé non seulement avec le Djolof et le Baol, mais aussi contre les Maures, et les marabouts islamistes spécialistes du djihad, puis contre les Européens, avec la colonisation. Le Kadior était craint, car il était réputé pour son armée de métier, son organisation, et surtout pour le comportement extrêmement violent de ses guerriers. La province du Ndiambour, était la seule province du Cayor où les musulmans étaient majoritaires, le Ndiambour a plus d'une fois voulu prendre son indépendance, car elle ne supportait pas l'appartenance à la religion traditionnelle des souverains du Kadior. Elle a réussi plusieurs fois à s'en détacher, mais le Kadior réussit toujours à reprendre la province. Abdul-Kader, almamy du Fouta-Toro, un des protagonistes de la révolution Torodo du fouta, voulut lancer un djihad contre le Kadior, il regroupa toute son armée jusqu'aux marigots de la frontière entre le Kadior et le Waalo. Le Ndiambour était du côté d'Abdul-Kader et croyait qu'avec le djihad, la province pourrait prendre son indépendance de façon définitive, mais le damel de l'époque, Amari Ndella Coumba Fall, réunit ses Tiédos avait été mis au courant des intentions d'Abdul-Kader. Celui-ci fut pris par surprise et battu par le Kadior. Le Damel prit l'almamy en otage et le garda à sa cour pendant quelques mois, où il fut bien traité, de façon à s'assurer que l'almamy n'attaquerait plus le Kadior. Depuis lors, plus aucune guerre sainte ne fut lancée contre le Kadior.

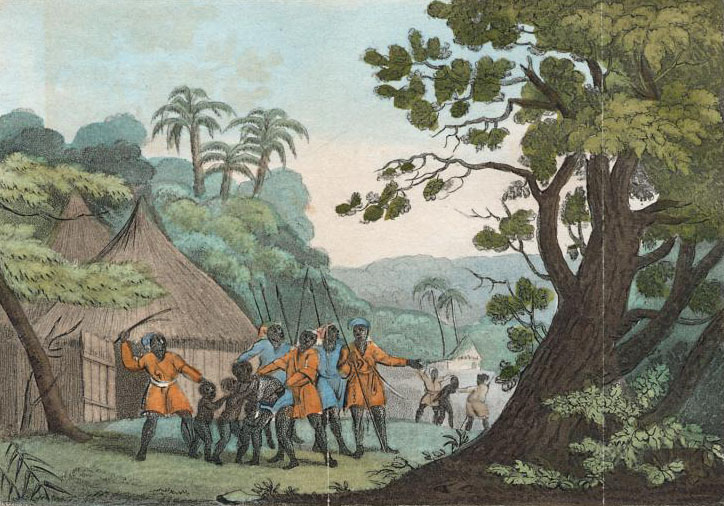
Village du Cayor (1821).

Un autre épisode de l'histoire du Kadior, est celui qui opposa le chef de la communauté lébou de l'époque, Dial Diop, et le damel Amari Ndella Coumba Fall. C'était en 1812. Le damel se livrait souvent à des exactions contre les Lébous qui peuplaient la presqu'île du Cap-Vert, vassale du Kadior. Dial Diop, décida de se rebeller face aux persécutions et livra plusieurs batailles contre les troupes du Damel ; celui-ci finit par accepter la sécession des lébous, de peu d'importance au vu de la très faible superficie de la presqu'île du Cap-Vert. La République lébou fut créée avec l'aide des musulmans du Diambour, dont certains quittèrent la province pour s'installer sur la presqu'île après la défaite d'Abdoul Kader Kane, dont ils avaient espéré qu'il islamiserait le Kadior tout entier. À la fin du XIXe siècle, Lat Dior Ngoné Latir Diop, accède au pouvoir, intronisé de force par son oncle maternel Demba War Sall en lieu et place de son demi-frère (il est le seul Damel de patronyme Diop, contrairement à ce que prévoit les Institutions du royaume) et non issu d'une famille dominante, de par son père). Lat Dior Diop est également considéré comme l'un des plus grands résistants contre la colonisation françaises au Sénégal, au même titre que Alboury Ndiaye, El Hadji Omar Tall ou Sidya Ndaté Yalla Diop.

## Population
Au Kadior, les ethnies étaient diverses. Les Wolofs y étaient majoritaires et détenaient le pouvoir, il y avait aussi des Peuls, des Toucouleurs, des Sérères, des Mandingues, des Lébous et des Maures. Les ethnies se répartissaient selon les provinces, certaines ethnies étaient majoritaires dans certaines provinces ainsi de suite, mais de manière générale, on trouvait partout des individus de toutes ethnies. 

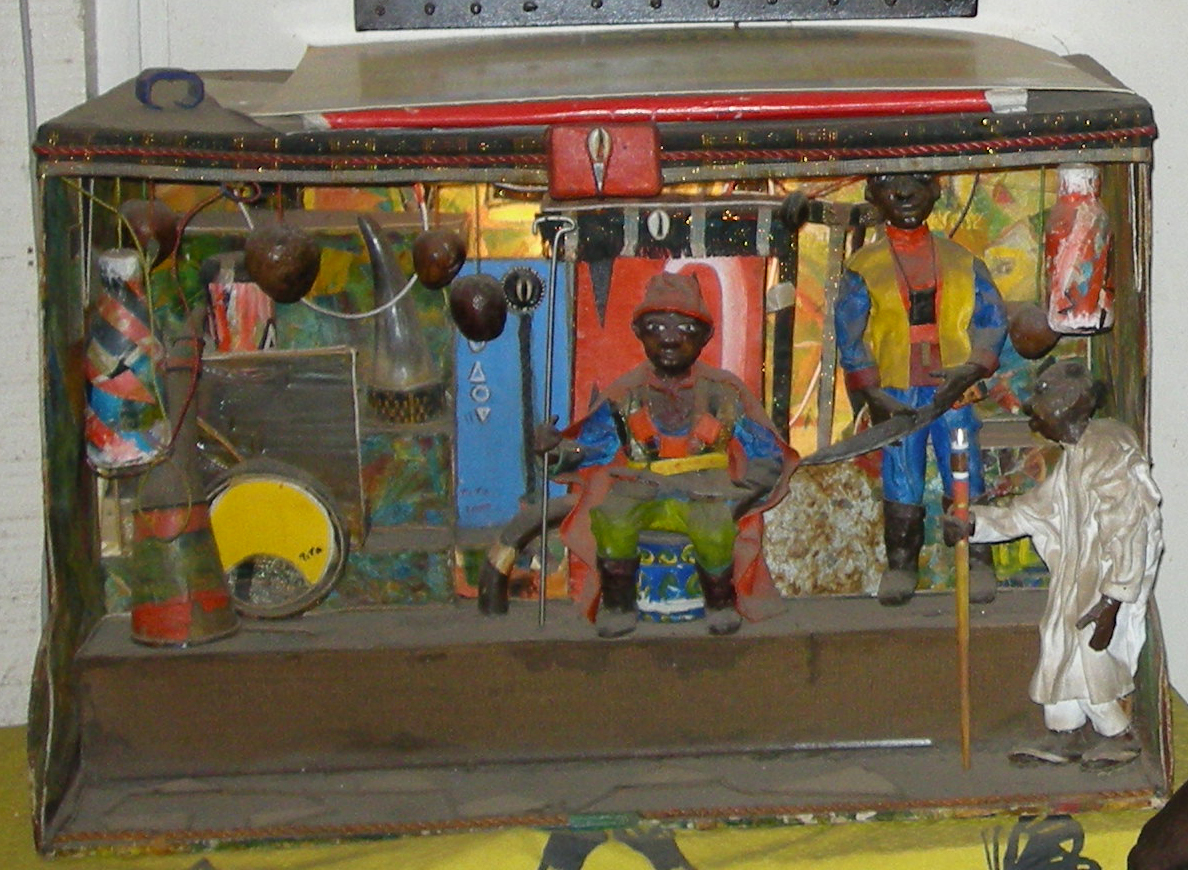
Le philosophe Kocc Barma Fall chez le damel du Kadior (installation de Amadou Makhtar Mbaye).

## Institutions du Kadior
Le Kadior est un bel exemple de monarchie élective, où le souverain est élu par un collège de représentants de chaque couche sociale (y compris les esclaves de la couronne). Une société fortement hiérarchisée, un état fort, stable (une seule dynastie au pouvoir depuis la dislocation de l'empire de Djolof), organisé, une décentralisation bien poussée, une économie prospère, une armée redoutée… le Kadior disposait d'institutions de qualité, dont la plus importante était le Damel.
Le Kadior était dirigé par le Damel qui est un monarque élu parmi un certain nombre de candidats. Sept personnages avaient seuls le droit de choisir les candidats à ce titre (cela ne peut être en aucun cas une femme). Ils formaient un Conseil convoqué et présidé par le Dieuwrigne Mboul ou grand Diaraff. Ce Conseil était composé de :
- Lamane Diamatif
- Bataloupe Ndiobe
- Batié Gateigne
- Elimane Mbale
- Serigne Kab
- Dieuwrigne Mboul Gallo
- Diaraff Bountou Keur

Le Conseil étant réuni, le Dieuwrigne Mboul déclarait la séance ouverte et le candidat Damel était choisi par le Lamane Diamatif, le Bataloupe Ndiobe et le Batié Gateigne. Pour être candidat, il faut être membre de la famille royale. Le Damel doit être né dans le pays d'un prince ou d'une princesse appartenant à une branche de la famille royale, de grade Diambour, Bédienne ou Boumi Nguirane. Le Dieuwrigne Mboul proclamait le candidat retenu, Damel du Kadior et lui donnait l'investiture. Cette cérémonie était la suivante : faire un tas de sable d'environ un mètre de haut, sur lequel on déposait le nouveau Damel qui était ensuite enlevé par les hommes du Dieuwrigne Mboul. Ensuite celui-ci versait sur sa tête l'eau extraite des racines de différents arbres en prononçant la formule d'usage. Aussitôt élu, le Damel nommait les chefs de province.
On trouvait au Kadior des princes, des nobles, des roturiers, des gens de caste et des esclaves. Au-dessus de ces classes se place la famille royale (FALL) ; elle est divisée en deux branches : la branche Madior et la branche Guedj. La première est dépossédée de la tutelle du trône depuis le milieu du XVIIIe siècle. La royauté se transmet par succession matrilinéaire (ce qui accorde un poids incommensurable aux femmes dans la vie politique).
Une fois par an, le Damel réunissait son peuple pour son allocution traditionnelle.
Les esclaves du Damel et des princes sont tous des guerriers (tiédos). Ils combattent à pied ou à cheval. Ils forment la garde de leurs maîtres. Les tiédos font la police et en temps de paix, ils se répandent dans le pays observent tout ce qui se passe et rendent compte à leurs maîtres.
La mort du Damel est tenue secrète pendant huit jours au moins ; ce temps est employé à enterrer le défunt le plus secrètement possible. Le lieu de la sépulture est toujours enveloppé du plus profond mystère. Car si la branche qui ne règne plus pouvait se procurer un os du décédé, et principalement une omoplate, elle aurait la possibilité de récupérer le trône.
Quand la sépulture a eu lieu, on habille un mannequin des vêtements du défunt et la mort est annoncée. Les funérailles officielles se font en grande pompe : les chefs et le peuple accourent en foule, et le mannequin est confié à la terre.
Les lamanes devaient chaque année se présenter devant le Damel pour restituer les impôts. En cas de non-versement des impôts, les communautés villageoises et les lamanats couraient de grands risques, car le Damel et l'aristocratie du Kadior pratiquaient très régulièrement le pillage (lël) et la prise d'otages, beaucoup étaient aussi enrôlés de force dans l'armée. La paysannerie, qui formait la classe des Badolo, était la plus touchée par ces exactions. L'impôt était surtout agricole. Toute la société du Cayor cultivait, de la noblesse jusqu'aux castes les plus basses dans la hiérarchie.

## Économie
Le Kadior vivait du commerce atlantique (qui a commencé avec l'arrivée des premiers Européens) à la fin du XIVe siècle, de l'agriculture, de l'élevage, de la pêche, du commerce de la gomme arabique et autres produits qu'il recevait du commerce avec, les autres États africains, les Européens et les États de Mauritanie. Avec l'arrivée des Européens et le début du commerce atlantique, certains comptoir commerciaux furent construits qui au début payaient des impôts au Damel, avant de prendre leur autonomie avec l'impulsion de la colonisation au XIXe siècle. C'est le cas d'abord des territoires qui, comme Dakar, furent cédés aux Européens en vertu d'accords avec les Lébous et le fameux serigne Ndakarru, dans les années 1850. D'autres territoires, anciens comptoirs de la traite atlantiques, furent repris aux Portugais (premiers Européens au Sénégal) et par les Français : c'est le cas de Gorée (qui passa aux Hollandais et aux Britanniques plusieurs fois), et Portugal, plus tard Rufisque (Rio Fresco). Au nord, la création du comptoir de traite de Saint-Louis a permis aux territoires limitrophes appartenant au Kadior de s'enrichir et de manifester des velléités d'indépendance, ce fut le cas par exemple avec la province Cayorienne du Gandiol.
La société cadior est une société de castes, qui sont des corporations familiales, résultant d'une répartition des tâches dans la société. Les castes pratiquaient l'endogamie.